# Quilombo Vãozinho e Voltinha
O Quilombo Vãozinho e Voltinha foi certificado como comunidade remanescente de quilombo pela Fundação Cultural Palmares. Ele fica localizado entre os municípios de Barra do Bugres e Porto Estrela, no Mato Grosso.
Em 2009, o Ministério Público Federal (MPF) solicitou às policias Civil, Militar e Federal medidas para garantir a segurança dos remanescentes que viviam na comunidade após representantes do Conselho Estadual de Promoção da Igualdade Racial e da Fundação Palmares reportarem ameaças e uso de violência contra membros das comunidades quilombolas. Os denunciantes imputaram as agressões a pessoas ligadas a fazendeiros da região, que fazem uso de armas de fogo.